# Outpost (videogioco 1994)
Outpost è un videogioco strategico in tempo reale prodotto dalla Sierra On-Line e pubblicato nel 1994. Il videogioco divenne noto per la sua aderenza alla fantascienza classica, senza l'utilizzo di tecnologie fantascientifiche come i motori a curvatura, sistemi di teletrasporto, campi di forza o altro. Outpost è stato sviluppato in collaborazione con degli scienziati NASA che hanno supervisionato le tecnologie incluse nel videogioco. Il seguito, Outpost 2: Divided Destiny, fu pubblicato alcuni anni dopo.

## Trama
Un enorme asteroide chiamato martello di Vulcano si sta per schiantare contro la Terra. Tutti i tentativi di deviare l'orbita dell'asteroide sono falliti. L'ultimo tentativo basato su un massiccio bombardamento nucleare non ha rotto l'asteroide in 5 frammenti come si sperava ma in solo due frammenti. Questa nuova configurazione non eliminerà la maggior parte delle forme di vita come la precedente configurazione ma distruggerà il pianeta.
L'estinzione non è un'opzione accettabile e quindi viene organizzata una missione per la creazione di una colonia su un altro pianeta della galassia in modo da poter far sopravvivere il genere umano. Il giocatore deve guidare la missione.